# Saint-Benoît-la-Forêt
Saint-Benoît-la-Forêt är en kommun i departementet Indre-et-Loire i regionen Centre-Val de Loire i de centrala delarna av Frankrike. Kommunen ligger i kantonen Azay-le-Rideau som tillhör arrondissementet Chinon. År 2022 hade Saint-Benoît-la-Forêt 848 invånare.

## Befolkningsutveckling
Antalet invånare i kommunen Saint-Benoît-la-Forêt
Referens:INSEE